# 郑之蕃
郑之蕃（1887年—1963年10月），字仲鹓，号桐荪，别号焦桐，男，江苏吴江人，中国数学家、教育家、诗人和文史学家。

## 生平
1887年出生于江苏省吴江县盛泽镇，名之蕃，字仲鹓，号桐荪，1907年肄业于震旦大学，后考取江苏省留美公费生，1910年毕业于康奈尔大学数学系，1911年毕业于耶鲁大学，同年回国任教于马尾海军学校和上海南洋公学。1920年任教于清华大学，1925年和熊庆来筹建算学系，1927年担任清华大学首任数学系主任，1934年升任清华大学教务长。1939年任教于震旦女子文理学院讲授中国诗词，1940年任教于国立西南联合大学数学系。1952年院系调整后从清华大学退休。
1963年10月因肺炎病逝于清华大学，享年76岁。

## 家庭
大哥郑咏春；三妹郑佩宜，妹夫柳亚子。长子郑师拙，长儿媳张新月；次子郑师清；长女郑士宁，女婿陈省身，外孙陈伯龙，外孙女陈璞，外孙女婿朱经武。
郑咏春有一子五女，即郑葆、郑芳、郑重、郑芹、郑蘅、郑蓉。郑芳丈夫周先庚、郑重之子郑兰荪、郑芹之子汪松等皆为知名科学家。

## 弟子
- 周培源
- 华罗庚
- 陈省身